# Divize A 2021/2022
V soubojích 57. ročníku České divize A 2020/21 se utkalo 16 týmů dvoukolovým systémem podzim-jaro. Tento ročník odstartoval v srpnu 2021 úvodními zápasy 1. kola a skončil v červnu 2022.

## Nové týmy v sezoně 2021/22
- Z ČFL 2020/21 do Divize A nesestoupilo žádné mužstvo.
- Z krajských přeborů do Divize A nikdo nepostoupil.

## Kluby podle přeborů
- Jihočeský (5): FK Jindřichův Hradec 1910, SK Otava Katovice, Sokol Lom, FK Spartak Soběslav, SK Dynamo České Budějovice B.
- Karlovarský (2): FK Viktoria Mariánské Lázně, FK Hvězda Cheb.
- Plzeňský (6): FK Robstav Přeštice, SK Klatovy 1898, SK Petřín Plzeň, SK Senco Doubravka, FC Rokycany a TJ Slavoj Mýto.
- Středočeský (3): SK Hořovice, TJ Tatran Sedlčany, Český lev - Union Beroun.

## Konečná tabulka soutěže
| Poř. | Tým                          | Z  | V  | R | P  | VG | OG | B  |
| ---- | ---------------------------- | -- | -- | - | -- | -- | -- | -- |
| 1.   | FK Robstav Přeštice          | 30 | 25 | 5 | 0  | 88 | 23 | 80 |
| 2.   | SK Dynamo České Budějovice B | 30 | 19 | 6 | 5  | 84 | 30 | 63 |
| 3.   | SK Klatovy 1898              | 30 | 17 | 4 | 9  | 68 | 52 | 55 |
| 4.   | SK Senco Doubravka           | 30 | 16 | 5 | 9  | 59 | 37 | 53 |
| 5.   | Sokol Lom                    | 30 | 15 | 6 | 9  | 64 | 41 | 51 |
| 6.   | SK Otava Katovice            | 30 | 15 | 4 | 11 | 60 | 55 | 49 |
| 7.   | SK Petřín Plzeň              | 30 | 13 | 9 | 8  | 65 | 47 | 48 |
| 8.   | FK Spartak Soběslav          | 30 | 15 | 3 | 12 | 61 | 38 | 48 |
| 9.   | FC Rokycany                  | 30 | 12 | 3 | 15 | 67 | 54 | 39 |
| 10.  | TJ Slavoj Mýto               | 30 | 10 | 5 | 15 | 42 | 59 | 35 |
| 11.  | FC Viktoria Mariánské Lázně  | 30 | 9  | 6 | 15 | 51 | 70 | 33 |
| 12.  | FK Hvězda Cheb               | 30 | 9  | 6 | 15 | 35 | 55 | 33 |
| 13.  | SK Hořovice                  | 30 | 9  | 5 | 16 | 35 | 72 | 32 |
| 14.  | FK Jindřichův Hradec 1910    | 30 | 7  | 4 | 19 | 34 | 77 | 25 |
| 15.  | Český lev-Union Beroun       | 30 | 5  | 4 | 21 | 24 | 78 | 19 |
| 16.  | TJ Tatran Sedlčany           | 30 | 5  | 3 | 22 | 39 | 88 | 18 |

Poznámky:
- Z = Odehrané zápasy; V = Vítězství; R = Remízy; P = Prohry; VG = Vstřelené góly; OG = Obdržené góly; B = Body

|  | Postup do ČFL                           |
|  | Sestup do příslušného krajského přeboru |